# Manfred Drescher
Manfred Drescher (* 4. März 1931 in Berlin; † 16. April 2015 in Chemnitz) war ein deutscher Opern- und Operettensänger (Tenor).
Drescher nahm privaten Gesangsunterricht in Berlin; der Tenor und Operettensänger Johannes Heesters war Dreschers Vorbild und weckte in ihm dem Wunsch, zum Theater zu gehen. Parallel zu seinem Gesangsstudium erlernte Drescher auf Wunsch seines Vaters noch einen „Brotberuf“; er wurde Masseur und Medizinischer Bademeister. Während seiner Gesangsausbildung übernahm er kleinere Aufgaben an verschiedenen Berliner Bühnen. Sein Gesangsstudium finanzierte er sich teilweise durch die Mitwirkung als Komparse und Kleindarsteller bei den ersten DEFA-Filmen nach dem Zweiten Weltkrieg, u. a. bei Ehe im Schatten und 1-2-3 Corona.
Erste Bühnenerfahrungen sammelte Drescher bei Engagements als Chortenor an Theatern in Berlin und in Potsdam. Sein Solo-Debüt gab er am Landestheater Parchim. Danach folgten Engagements am Kleist-Theater in Frankfurt/O. (dort u. a. 1956 in der Operette Die Frau ohne Kuß vom Walter Kollo), am Theater Plauen (dort u. a. 1960 als Balduin Graf Zedlau in Wiener Blut) und am Theater Rostock. 1964 wurde er, unter der Operndirektion von Carl Riha, festes Ensemblemitglied am Opernhaus von Karl-Marx-Stadt. Seine Antrittsrolle war der junge Fürstensohn Edwin-Ronald in der Operette Die Csárdásfürstin.  Dreschers Schwerpunkt war die Operette (u. a. die Titelrolle in Boccaccio), jedoch übernahm er in Karl-Marx-Stadt auch zahlreiche Opernpartien. Er sang dort u. a. Baron Kronthal in Der Wildschütz (seine erste Opernrolle in Karl-Marx-Stadt), die Titelrolle in Fra Diavolo, Hans in Die verkaufte Braut, Cavaradossi in Tosca und Sporting Life in Porgy und Bess. Im Bereich der Operette und des Musicals war der Zirkusdirektor Alexander Obolski in der Musikalischen Komödie Das Feuerwerk seine besondere Glanz- und Lieblingspartie.
Als Ensemblemitglied übernahm Drescher auch kleinere Rollen; diese interpretierte er mit „höchster Intensität“, so u. a. den Butler Boby in Gottfried von Einems Oper Der Besuch der alten Dame. 1982 sang er am Opernhaus in Karl-Marx-Stadt den Buchhalter Eriksen in der komischen Oper Die pfiffige Magd von Julius Weismann. 1984 hatte Drescher als Conte Erminio in der Operette Gasparone seinen Bühnenabschied am Opernhaus von Karl-Marx-Stadt.
Er gastierte danach u. a. an der Staatsoperette Dresden, dort sang er den Eisenstein in der Operette Die Fledermaus. 
Nach der Wende kehrte Drescher 1991 zu einer Alterskarriere im Charakterfach an das Opernhaus Chemnitz zurück. Er sang und spielte dort u. a. Professor Henry Higgins in einer Neuinszenierung von My fair Lady, Baron Weps in der Operette Der Vogelhändler, Fürst Ypsheim-Gindelsbach in der Operette Wiener Blut (Spielzeit 1995/1996), Graf Lichtenfels in Das Land des Lächelns (Spielzeit 1996/1997), Erster Priester in Die Zauberflöte, Balthasar Zorn in Die Meistersinger von Nürnberg (Premiere: März 1997) und Rollen in den Musicals West Side Story (Spielzeit 1993/1994) und Hello Dolly! (Spielzeit 1994/1995). Bis 2000 war er erneut festes Ensemblemitglied. In der Spielzeit 2005/2006 kehrte er noch einmal auf die Chemnitzer Opernbühne zurück; er übernahm die Partie Leopold Maria, Fürst von und zu Lippert-Weylersheim in der Operette Die Csárdásfürstin. 2006 nahm er am Opernhaus Chemnitz mit dieser Partie auch Abschied von der Bühne.
Dreschers Stimme ist in über 150 Rundfunkaufnahmen dokumentiert. Er sang u. a. unter den Dirigenten Otto Dobrindt, Heinz Fricke und Herbert Kegel. In Konzerten waren u. a. die Sänger Hella Jansen, Helge Rosvaenge und Herbert Ernst Groh seine Partner.
Manfred Drescher starb wenige Wochen nach seinem 84. Geburtstag in Chemnitz. Er erlag den Folgen einer schweren Krebserkrankung. Er war verwitwet. Seine Frau Jutta, die ebenfalls mehrere Jahrzehnte als Tänzerin, Soubrette und Souffleuse am Chemnitzer Theater engagiert war, war einige Jahre zuvor verstorben.